# Loopy de Loop
Loopy de Loop – serial animowany z 1959 roku produkcji studia Hanna-Barbera. Jego następcą jest serial Wilk Hokej.
W Polsce serial był emitowany w latach 70. w programie Zwierzyniec.

## Fabuła
Głównym bohaterem serialu jest przeżywający różne przygody wilk o imieniu Loopy De Loop.

## Lista odcinków

### Odcinki z roku 1959
| Odcinek | Angielski tytuł  | Data premiery (Ameryka) |  |
| ------- | ---------------- | ----------------------- |  |
| 1       | Wolf Hounded     | 5 listopada             |  |
|         |                  |                         |  |
| 2       | Little Bo Bopped | 3 grudnia               |  |
|         |                  |                         |  |

### Odcinki z roku 1960
| Odcinek | Angielski tytuł | Data premiery (Ameryka) |  |
| ------- | --------------- | ----------------------- |  |
| 3       | Tale of a Wolf  | 3 marca                 |  |
|         |                 |                         |  |
| 4       | Life with Loopy | 7 kwietnia              |  |
|         |                 |                         |  |
| 5       | Creepy Time Pal | 19 maja                 |  |
|         |                 |                         |  |
| 6       | Snoopy Loopy    | 16 czerwca              |  |
|         |                 |                         |  |